# Тораевское сельское поселение
Тора́евское се́льское поселе́ние (чув. Турай ял тăрăхĕ)  — муниципальное образование в составе Моргаушского района Чувашской Республики. Административный центр — село Тораево.

## География
Сельское поселение граничит: на севере — с Ярославским сельским поселением, на северо-востоке — с Хорнойским сельским поселением, на востоке — с Моргаушским сельским поселением, на юго-востоке — с Чуманкасинским сельским поселением, на юге — с Александровским сельским поселением и землями Ядринского района, на юго-западе, западе и северо-западе — с Ядринским районом. Земли поселения расположены в бассейнах рек Штранга и Ербаш, на территории поселения расположен памятник природы (регионального значения) «Озеро Сюткюль» (рядом с деревней Сюткюль). 

## Состав поселения
Поселение образуют 11 населённых пунктов: 
| №  | Населённый пункт | Тип населённого пункта       |
| -- | ---------------- | ---------------------------- |
| 1  | Анаткасы         | Деревня                      |
| 2  | Большие Токшики  | Деревня                      |
| 3  | Дёмкино          | Деревня                      |
| 4  | Ойкасы           | Деревня                      |
| 5  | Сене-Хресчень    | Деревня                      |
| 6  | Сюлово           | Деревня                      |
| 7  | Сюткюль          | Деревня                      |
| 8  | Сяран-Сирмы      | Деревня                      |
| 9  | Сятракасы        | Деревня                      |
| 10 | Тойшево          | Деревня                      |
| 11 | Тораево          | Село, административный центр |

## Население
| 2010  | 2012  | 2013  | 2014  | 2015  | 2016  | 2017  |
| ----- | ----- | ----- | ----- | ----- | ----- | ----- |
| 1853  | ↘1798 | ↘1760 | ↘1747 | ↘1731 | ↘1664 | ↘1632 |
| 2018  | 2019  | 2020  | 2021  |       |       |       |
| ↘1596 | ↘1545 | ↘1507 | ↘1478 |       |       |       |

По данным Всероссийской переписи населения 2002 года в населённых пунктах, составляющих Тораевский сельский совет, проживали 2300 человек, преобладающая национальность — чуваши (96—100 %).

## Инфраструктура
Здравоохранение
Население обслуживается Тораевской участковой больницей, находящейся в Тораево: на 25 коек, в штате 3 врача, 14 — медперсонал со средним специальным образованием. В деревнях Большие Токшики, Сюткюль, Анаткасы и Тойшево имеются фельдшерско-акушерские пункты. В селе Тораево находится аптечный пункт. 
Культура
Включает 3 сельских Дома культуры и 2 сельских клуба, 2 поселенческие и 1 сельскую библиотеки. Ведутся кружковые работы, клубы по интересам, проводятся культурно-развлекательные мероприятия. При Тораевском СДК работает «Народный хор», при Больше-Токшикском СДК работает народный фольклорный ансамбль «Таванлах». 
Образование
Школа функционирует в типовом здании, располагает одним спортивным залом, актовым залом на 300 мест. 